# Etheostoma lawrencei
Etheostoma lawrencei är en fiskart som beskrevs av Patrick A. Ceas och Burr 2002. Etheostoma lawrencei ingår i släktet Etheostoma och familjen abborrfiskar. Inga underarter finns listade i Catalogue of Life.